# ماهی‌ها عاشق می‌شوند
ماهی‌ها عاشق می‌شوند که پیش از این بهار خزر نام داشت، به کارگردانی علی رفیعی محصول سال ۱۳۸۳ است. این فیلم کاندید ۶ جایزه سیمرغ بلورین بیست و سومین دوره جشنواره فیلم فجر بود.

## خلاصه داستان
مردی به نام عزیز برای تملک و فروش مایملک پدری خود به کشور بازمی‌گردد. اما با آتیه دختری که قبل از سفر به او علاقه داشته روبرو می‌شود. در این میان اتفاقاتی رخ می‌دهد که غیرقابل پیش بینی است.

## جوایز و نامزدها

### بیست و سومین دوره جشنواره فیلم فجر
| قسمت                      | نامزد         | نتیجه    |
| ------------------------- | ------------- | -------- |
| بهترین بازیگر نقش اول مرد | رضا کیانیان   | نامزدشده |
| بهترین بازیگر نقش اول زن  | رویا نونهالی  | نامزدشده |
| بهترین بازیگر نقش مکمل زن | مائده طهماسبی | نامزدشده |
| بهترین فیلمبرداری         | محمود کلاری   | نامزدشده |
| بهترین صداگذاری           | محسن روشن     | نامزدشده |
| بهترین طراحی صحنه و لباس  | علی رفیعی     | نامزدشده |

### نهمین دوره جشن حافظ
| قسمت                     | نامزد        | نتیجه    |
| ------------------------ | ------------ | -------- |
| بهترین بازیگر زن سینما   | رویا نونهالی | برنده    |
| بهترین فیلمبرداری        | محمود کلاری  | نامزدشده |
| بهترین طراحی صحنه و لباس | علی رفیعی    | برنده    |